# Colotis danae
Colotis danae är en fjärilsart som först beskrevs av Fabricius 1775.  Colotis danae ingår i släktet Colotis och familjen vitfjärilar. Inga underarter finns listade i Catalogue of Life.

## Bildgalleri

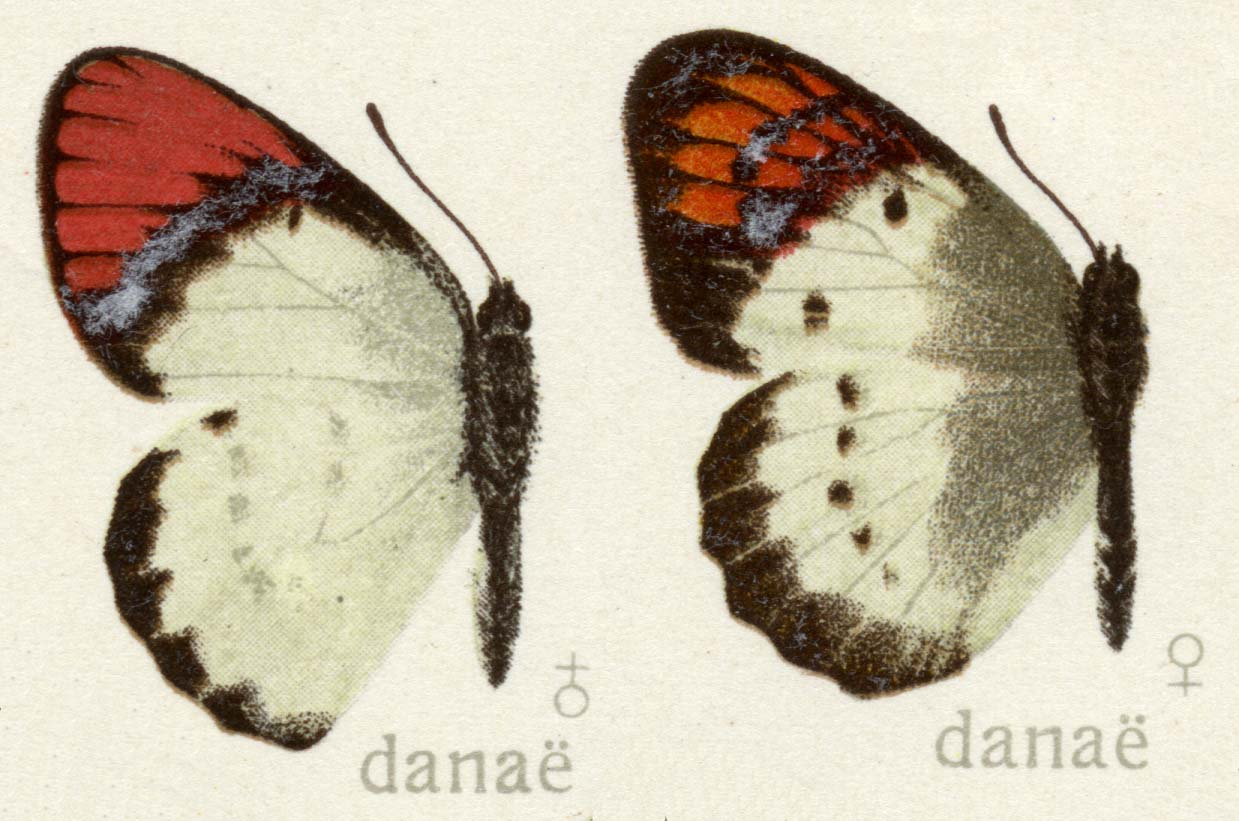
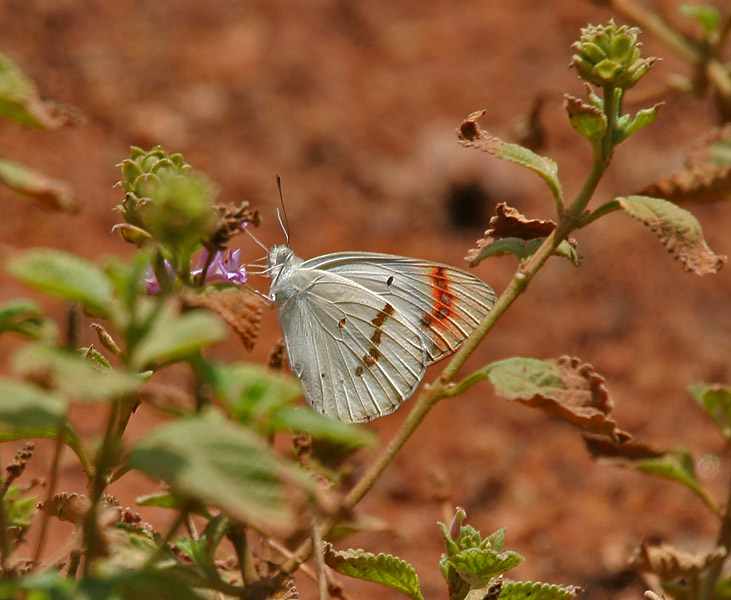
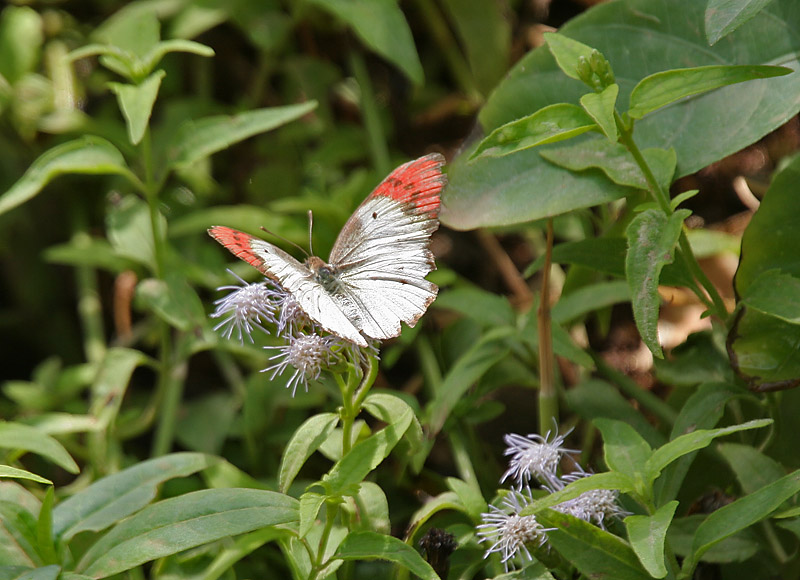